# Nina Lykke (författare)
Nina Lykke, född 17 juni 1965 i Trondheim, är en norsk författare och grafisk designer. Lykke växte upp i Oslo, och är utbildad som grafiker vid Den Grafiske Højskole i Köpenhamn och började arbeta som grafisk designer i Oslo 1989.
Hennes roman Nästa! följer husläkaren Elins liv i Oslo när hon oväntat återupptar sin relation med sin gamla ungdomskärlek. Sedan dess har hon varit gift i tjugo år och har vuxna barn. Förutom en skildring av den oväntade otroheten så fokuserar boken också på de drastiska skildringarna av patienterna som Elin möter på sin mottagning, och ger en cynisk skildring av sociala interaktioner och karaktärerna i villaområdet där Elin och hennes man bott i decennier. Romanen blev dramatiserad och sattes upp på norska Nationaltheatret hösten 2021.

## Priser och utmärkelser
- 2014: Bokhandelens forfatterstipend[5]
- 2017: Ungdommens kritikerpris[6]
- 2019: Brageprisen[7]